# Cyrtandra raiateensis
Cyrtandra raiateensis är en tvåhjärtbladig växtart som beskrevs av John William Moore. Cyrtandra raiateensis ingår i släktet Cyrtandra och familjen Gesneriaceae. Inga underarter finns listade i Catalogue of Life.